# (4676) Uedaseiji
(4676) Uedaseiji ist ein Asteroid des Hauptgürtels, der am 16. September 1990 von den japanischen Amateurastronomen Tetsuya Fujii und Kazurō Watanabe am Kitami-Observatorium (IAU-Code 400) in der Präfektur Hokkaido entdeckt wurde.
Der Asteroid wurde nach dem japanischen Astronomen Seiji Ueda (* 1952) benannt, der mit seinem Kollegen Hiroshi Kaneda mehr als 700 Asteroiden entdeckte.